# استیلواتر (اکلاهما)
استیلواتر (به انگلیسی: Stillwater) شهری در ایالت اکلاهما کشور ایالات متحده آمریکا است که جمعیت آن در سرشماری سال ۲۰۱۰ میلادی، ۴۵٬۶۸۸ نفر بوده‌است. دانشگاه ایالتی اکلاهما در این شهر قرار دارد.